# Amelora vittuligera
Amelora vittuligera là một loài bướm đêm trong họ Geometridae.